# Alex Calatrava
Pour les articles homonymes, voir Calatrava.
Alex Calatrava, né le 14 juin 1973 à Cologne, est un ancien joueur de tennis professionnel espagnol.
Passé professionnel en 1993, il remporte un tournoi sur le circuit ATP en 2000. Il atteint son meilleur classement ATP le 2 décembre 2001 lorsqu'il devient 44e joueur mondial.

## Palmarès

### Titre en simple messieurs
| No | Date       | Nom et lieu du tournoi                        | Catégorie   | Dotation  | Surface      | Finaliste      | Score          |          |
| -- | ---------- | --------------------------------------------- | ----------- | --------- | ------------ | -------------- | -------------- | -------- |
| 1  | 24-07-2000 | Tournoi de tennis de Saint-Marin, Saint-Marin | Int' Series | 325 000 $ | Terre (ext.) | Sergi Bruguera | 7-67, 1-6, 6-4 | Parcours |

### Finales en simple messieurs
| No | Date       | Nom et lieu du tournoi                    | Catégorie   | Dotation  | Surface      | Vainqueur       | Score         |          |
| -- | ---------- | ----------------------------------------- | ----------- | --------- | ------------ | --------------- | ------------- | -------- |
| 1  | 23-03-1998 | Grand-Prix Hassan II, Casablanca          | Int' Series | 210 000 $ | Terre (ext.) | Andrea Gaudenzi | 6-3, 6-4      |          |
| 2  | 28-02-2000 | Citrix Tennis Championships, Delray Beach | Int' Series | 325 000 $ | Dur (ext.)   | Stefan Koubek   | 6-1, 4-6, 6-4 | Parcours |

### Finale en double messieurs
| No | Date       | Nom et lieu du tournoi  | Catégorie   | Dotation  | Surface      | Vainqueurs                 | Partenaire  | Score           |          |
| -- | ---------- | ----------------------- | ----------- | --------- | ------------ | -------------------------- | ----------- | --------------- | -------- |
| 1  | 26-07-1999 | Generali Open Kitzbühel | Series Gold | 500 000 $ | Terre (ext.) | Chris Haggard Peter Nyborg | Dušan Vemić | 6-3, 64-7, 7-64 | Parcours |

## Parcours dans les tournois duGrand Chelem

### En simple
| Année | Open d'Australie | Open d'Australie   | Internationaux de France | Internationaux de France | Wimbledon | Wimbledon      | US Open  | US Open        |
| ----- | ---------------- | ------------------ | ------------------------ | ------------------------ | --------- | -------------- | -------- | -------------- |
| 1998  | 1er tour         | Mark Philippoussis | 1er tour                 | Michael Chang            | 1er tour  | Andre Agassi   | —        | —              |
| 1999  | —                | —                  | 1er tour                 | Jim Courier              | —         | —              | —        | —              |
| 2000  | —                | —                  | —                        | —                        | —         | —              | —        | —              |
| 2001  | 3e tour          | Magnus Norman      | 2e tour                  | Marat Safin              | 1er tour  | Nicolas Kiefer | 1er tour | Dominik Hrbatý |
| 2002  | 2e tour          | Nicolas Escudé     | 2e tour                  | Guillermo Cañas          | —         | —              | —        | —              |
| 2003  | —                | —                  | 1er tour                 | Xavier Malisse           | —         | —              | —        | —              |
| 2004  | —                | —                  | —                        | —                        | —         | —              | 2e tour  | Jiri Novak     |
| 2005  | 1er tour         | Santiago Ventura   | 1er tour                 | Lee Hyung-taik           | 2e tour   | Jürgen Melzer  | —        | —              |

N.B. : à droite du résultat se trouve le nom de l'ultime adversaire.

### En double
| Année | Open d'Australie        | Open d'Australie    | Internationaux de France | Internationaux de France | Wimbledon | Wimbledon | US Open                   | US Open          |
| ----- | ----------------------- | ------------------- | ------------------------ | ------------------------ | --------- | --------- | ------------------------- | ---------------- |
| 2005  | 1/8 de finale D. Ferrer | W. Black K. Ullyett | 2e tour (1/16) R. Mello  | M. Damm M. Hood          | —         | —         | 1er tour (1/32) D. Ferrer | C. Suk P. Vízner |

N.B. : le nom du ou de la partenaire se trouve sous le résultat ; le nom des ultimes adversaires se trouve à droite.